# UCL Global Business School for Health
La UCL Global Business School for Health (UCL GBSH) est une école de management créée en 2021 au sein de l’University College London (UCL) et implantée sur le campus UCL East à Stratford (Londres). Elle est présentée comme la première business school au monde dédiée exclusivement au secteur de la santé, associant formation en management et expertises en santé publique et en santé des populations.

## Histoire
La GBSH est annoncée en septembre 2021 et positionnée comme la première business school consacrée à la santé. L’UCL avance notamment la pandémie de COVID-19, le vieillissement démographique et le changement climatique comme moteurs de création.
Dans une tribune pour AACSB Insights, sa directrice fondatrice Nora Colton décrit l’ambition de former des dirigeants capables de concevoir des solutions systémiques aux défis sanitaires mondiaux. Poets & Quants souligne ensuite l’élargissement de l’offre, notamment avec un DBA Health pour cadres expérimentés. Voir aussi la fiche institutionnelle de Colton sur le site de l’UCL.

## Campus
La GBSH est installée dans le bâtiment Marshgate sur le campus UCL East au Queen Elizabeth Olympic Park (Stratford). L’édifice de huit étages, conçu par Stanton Williams (env. 33 500 m²), a été inauguré en septembre 2023. Le bâtiment favorise les collaborations interdisciplinaires et accueille d’autres départements de l’UCL ainsi que des espaces ouverts au public.

## Formations
L’offre comprend un Health MBA (temps plein/partiel) et un doctorat MPhil/PhD in Global Business for Health. Depuis 2025/26, la GBSH propose aussi des cursus de premier cycle Business and Health BSc et Business and Health MSci.
Pour les professionnels, existent l’Executive MBA Health et des programmes Executive Education (leadership en santé, santé numérique, etc.). Le DBA Health s’adresse à des cadres dirigeants du secteur.

## Partenariats et bourses
En mars 2025, la GBSH et l’emlyon business school lancent un double diplôme en Biotech and Pharmaceutical Management. En mai 2025, l’école annonce avec Bupa une bourse MBA entièrement financée (UCL Bupa Scholarship).